# Kisnamény, Szabolcs-Szatmár-Bereg
Kisnamény  este un sat în districtul Fehérgyarmat, județul Szabolcs-Szatmár-Bereg, Ungaria, având o populație de 312 locuitori (2011). 

## Demografie
Componența etnică a satului Kisnamény
     Maghiari (88,78%)
     Romi (11,22%)
Componența confesională a satului Kisnamény
     Reformați (67,95%)
     Greco-catolici (8,97%)
     Romano-catolici (5,13%)
     Necunoscută (17,95%)
Conform recensământului din 2011, satul Kisnamény avea 312 locuitori. Din punct de vedere etnic, majoritatea locuitorilor (88,78%) erau maghiari, cu o minoritate de romi (11,22%).  Din punct de vedere confesional, majoritatea locuitorilor (67,95%) erau reformați, existând și minorități de greco-catolici (8,97%) și romano-catolici (5,13%). Pentru 17,95% din locuitori nu este cunoscută apartenența confesională.